# تانر باتريك
تانر باتريك (بالإنجليزية: Tanner Patrick)‏ هو مغن مؤلف ويوتيوبي وعازف بيانو وملحن أمريكي، ولد في 24 مايو 1991.

## وصلات خارجية
- الموقع الرسمي